# Carlo Canavari
Carlo Canavari (Fabriano, 21 agosto 1895 – Fabriano, 1981) è stato uno storico, scrittore e incisore italiano.

## Biografia
Maestro elementare ed incisore di professione, ebbe interessi sulla storia locale di Fabriano sulla quale scrisse delle opere e si interessò anche di archeologia. Fu membro della Società Escursionisti di Fabriano, quindi del Club Alpino Italiano e contribuì alla posa della scala metallica d'accesso alla Grotta di Monte Cucco (Umbria).

## Opere
- Carlo Canavari, Stille di martirio e di morte, Fabriano, Arti grafiche Gentile, 1950,  pp. 102 p..
- Carlo Canavari, Fervore risorgimentale e ricordi garibaldini a Fabriano, Fabriano, Arti grafiche Gentile, 1961,  pp. 123 p..
- Carlo Canavari, "Insorgenti" e "refrattari alla coscrizione" in Fabriano, Sassoferrato, Pergola e territori limitrofi, 1808-1809, Fabriano, Arti grafiche Gentile, 1965,  pp. 37 p..
- Carlo Canavari, Spettacoli teatrali dell'Aurora: privati festini in Fabriano all'inizio dell'Ottocento, Fabriano, Arti grafiche Gentile, 1969,  pp. 45 p..

| Controllo di autorità | VIAF (EN) 7420167867563323060001 · SBN SBLV210166 · BNE (ES) XX6407803 (data) |